# فرانشيسكو مونتيرفينو
فرانشيسكو مونتيرفينو (بالإيطالية: Francesco Montervino)‏ (7 مايو 1978 بتارانتو في إيطاليا - ) هو لاعب كرة قدم إيطالي في مركز الوسط. لعب مع نادي أنكونا ونادي بارما ونادي ساليرنيتانا ونادي كاتانيا ونادي نابولي ونادي تارانتو 1927 وUSD Città di Fasano ‏.

## وصلات خارجية
- فرانشيسكو مونتيرفينو على موقع قاعدة بيانات كرة القدم.إي يو (الإنجليزية)
- فرانشيسكو مونتيرفينو على موقع Soccerway.com (الإنجليزية)
- فرانشيسكو مونتيرفينو على موقع عالم كرة القدم.نت (الإنجليزية)
- فرانشيسكو مونتيرفينو على موقع GSA (الإنجليزية)